# La croce e il coltello
La croce e il coltello (The Cross and the Switchblade) è un film del 1970 diretto da Don Murray.
La pellicola è tratta dal libro autobiografico del 1963, La croce e il pugnale (The Cross and the Switchblade), scritto dal predicatore evangelico David Wilkerson.

## Trama
Giunto a Brooklyn, il pastore David Wilkerson cerca di convincere due bande di giovani criminali in conflitto fra loro ad abbracciare senza riserve la fede cristiana e ad intraprendere una vita onesta.